# DEDICATED TO YOU
「DEDICATED TO YOU」（ディドゥケイティド・トゥ・ユー）は、Kiss Destinationが1999年12月1日にリリースした6枚目（メジャーデビュー以前から通算すると11枚目）のシングル。

## 解説

### DEDICATED TO YOU
先行アルバム『GRAVITY』からのシングルカット。
「もろびとこぞりて」「きよしこの夜」の一節を引用している。
吉田は「『片思いで誰かを思っている』という可愛い女の子のあまり見せない部分を出したいと思って書いた」と話している。

### PRECIOUS MOMENTS -WHEN WILL I SEE YOU AGAIN- (HEX HECTOR MIX)
インディーズ1枚目のシングルで、アルバム『TRUE KiSS DESTiNATiON』やメジャーデビューシングル「AFRiCA」にも収録された楽曲のリミックス。
4つ打ち・ハウスビートを主軸としたリミックスにしている。

## リリース
1999年12月1日にマキシシングル盤が、同年12月20日にアナログ盤が発売された。

## 収録曲

### マキシシングル盤（AICT-1175）
| 全編曲: 小室哲哉。 |                                                                   |                    |                  |       |
| #                  | タイトル                                                          | 作詞               | 作曲             | 時間  |
| 1.                 | 「DEDICATED TO YOU」                                              | 小室哲哉・吉田麻美 | 小室哲哉         | 5:32  |
| 2.                 | 「PRECIOUS MOMENTS -WHEN WILL I SEE YOU AGAIN- (HEX HECTOR MIX)」 | K.GAMBLE・L.HAFF   | K.GAMBLE・L.HAFF | 8:24  |
| 3.                 | 「DEDICATED TO YOU (TV MIX)」                                     |                    | 小室哲哉         | 5:31  |
| 合計時間:          | 合計時間:                                                         | 合計時間:          | 合計時間:        | 19:27 |

### アナログ盤（AIJT-5056）
| 全編曲: 小室哲哉。 |                               |                    |           |       |
| #                  | タイトル                      | 作詞               | 作曲      | 時間  |
| 1.                 | 「DEDICATED TO YOU」          | 小室哲哉・吉田麻美 | 小室哲哉  | 5:32  |
| 2.                 | 「DEDICATED TO YOU (TV MIX)」 |                    | 小室哲哉  | 5:31  |
| 合計時間:          | 合計時間:                     | 合計時間:          | 合計時間: | 11:03 |

| #         | タイトル                                                          | 作詞               | 作曲             | 時間  |
| --------- | ----------------------------------------------------------------- | ------------------ | ---------------- | ----- |
| 1.        | 「PRECIOUS MOMENTS -WHEN WILL I SEE YOU AGAIN- (HEX HECTOR MIX)」 | K.GAMBLE・L.HAFF   | K.GAMBLE・L.HAFF | 8:24  |
| 2.        | 「DEDICATED TO YOU (A CAPPELLA)」                                 | 小室哲哉・吉田麻美 | 小室哲哉         | 5:01  |
| 合計時間: | 合計時間:                                                         | 合計時間:          | 合計時間:        | 13:25 |

## クレジット
- Produced, Performed : 小室哲哉
- Mixed : Chris Puram (12cmCD:#1,3)(12inch:A-01,A-02,B-02)
- Remixed : Hex Hector (12cmCD:#2)(12inch:B-01)

## 収録アルバム
DEDICATED TO YOU
- GRAVITY

PRECIOUS MOMENTS -WHEN WILL I SEE YOU AGAIN-
- TRUE KiSS DESTiNATiON（オリジナルバージョン）
- GRAVITY（「tk mix」として収録）